# Agile Infrastructure
Agile Infrastructure – nazwa modelu wdrażania infrastruktury informatycznej, odnosząca się do Agile Manifesto. Jest to przeniesienie modelu programowania zwinnego, zgodnego z manifestem Agile do dziedziny implementacji środowisk wirtualnych.
Model infrastruktury typu Agile ma pomóc zespołom IT budować środowiska informatyczne zgodnie z wymaganiami klientów i programistów.
Model Agile wdrażania infrastruktury teleinformatycznej zakłada zmaganie się przez zespół projektowy z najtrudniejszymi częściami wdrożenia już pierwszego dnia. Jeśli nie można danego problemu rozwiązać w czasie pierwszych dwóch iteracji, sugerowane jest ponowne podjęcie procesów decyzyjnych na temat projektu. Model Agile jest też modelem ścisłej współpracy pomiędzy wykonawcą wdrożenia a klientem, który w czasie rzeczywistym może rozwijać żądane funkcjonalności.
Infrastruktura Agile związana jest z dynamicznymi centrami danych – jest to odpowiedź na zmienne zapotrzebowanie klientów odnośnie do zmiennej ilości pamięci, innej zapory i topologii sieci lub zapotrzebowania na więcej zasobów procesora czy pamięci RAM. Zbudowanie dynamicznej infrastruktury Agile to jeden z etapów tworzenia chmury prywatnej w przedsiębiorstwie